# Губной желобок
Губной или подносовой желобок (папер, аназёба) (лат. philtrum) — вертикальное углубление на коже между основанием носовой перегородки и верхней губой у человека и других млекопитающих.
Для человека и большинства приматов (за исключением мокроносых) губной желобок является рудиментарной медиальной впадиной между носом и верхней губой. Именно в этом месте соединяются части лица человека в ходе развития его эмбриона на втором-третьем месяце беременности. Когда этот процесс происходит ненормально, у человека появляется так называемая «заячья губа». Уплощенный (сглаженный) губной желобок — один из симптомов фетального алкогольного синдрома и синдрома Прадера–Вилли.
У большинства млекопитающих фильтрум — это узкая щель, по которой влага за счет капиллярности поверхности попадает на мочку носа, тем самым сохраняя его влажным. Это помогает определить положение источников запахов.
Так же удар в губной желобок отправляет человека в нокаут.
- Фильтрум у человека
- Фильтрум у собаки

В некоторых культурах существуют легенды и мифы, рассказывающие о появлении этой впадины у человека, в частности в еврейской и карпато-русинской. Одна из таких легенд гласит, что, когда происходит рождение ребёнка, ангел-хранитель спускается к нему и, положив указательный палец малышу на губы, говорит "Забудь все свои прошлые жизни, чтобы они не стали тебе преградой в новой". После этого у новорожденного остаётся вмятинка под носом от кончика пальца ангела.